# Instituto Nacional de Estatística (Kap Verde)
Das Instituto Nacional de Estatística (INE) ist das kapverdische Statistikinstitut. Unter anderem ist es für die Durchführung der Volkszählung zuständig.
Das INE residiert in der Avenida Cidade de Lisboa Nr. 18 in der Hauptstadt Praia. Leiter ist seit 2009 António dos Reis Duarte.

## Geschichte und Struktur
Unter portugiesischer Kolonialverwaltung bestand eine statistische Abteilung der Verwaltung der Überseeprovinz (Repartição Provincial de Estatística). Nach der Unabhängigkeit Kap Verdes 1975 wurde mit dem Serviço Nacional de Estatística (SNE) eine statistische Abteilung innerhalb des Wirtschaftsministeriums eingerichtet. Erster Leiter wurde Edgard Chrysostome Pinto. 1985 wurde der statistische Dienst, nun unter der Bezeichnung Sistema Estatístico Nacional (SEN), eine eigene Behörde, mit unveränderter Leitung.
Am 23. Dezember 1996 ging der SEN in das neugeschaffene Instituto Nacional de Estatística (INE) über, unter Leitung des Ingenieurs Francisco Fernandes Tavares. Edgard Chrysostome Pinto stand fortan dem übergeordneten nationalen Statistikrat vor, dem neben dem INE noch die Zentralbank (Banco de Cabo Verde) angehört.
Seit 1996 wurden per Gesetz innerhalb des INE verschiedene Abteilungen geschaffen, „delegierte Organe“ genannt (Órgãos Delegados do INE). Es handelt sich um die statistische Abteilungen anderer Ministerien und Regierungsbehörden, die in Kap Verde innerhalb des INE angesiedelt werden. So wurde beispielsweise 2012 eine statistische Abteilung für das Landwirtschaftsministerium eingerichtet.